# Simon Abraham
Simon Abraham (* 4. Juni 1992 in Linz) ist ein österreichischer Fußballspieler.

## Karriere
Abraham begann seine Vereinskarriere im September 1999 in seiner Heimatstadt beim ASKÖ Donau Linz, bei dem er sämtlich Nachwuchsspielklassen durchlief und ab dem Frühjahr 2008 in der zweiten Mannschaft mit Spielbetrieb in der siebentklassigen 1. Klasse Mitte zum Einsatz kam. Im Jänner 2010 wechselte er zur Union Edelweiß Linz. Im Jänner 2013 schaffte er den Sprung in den Profifußball, als er zum Zweitligisten SV Horn wechselte. Im Mai 2013 gab er schließlich sein Profidebüt, als er im Spiel gegen den TSV Hartberg in den Schlussminuten eingewechselt wurde. Im Sommer 2014 wechselte er zum Regionalligisten SV Wallern.
Im Sommer 2015 ging er zum Ligakonkurrenten FC Blau-Weiß Linz, mit dem er in der Saison 2015/16 in den Profifußball aufsteigen konnte.
Im Jänner 2017 wechselte er zum Landesligisten WSC Hertha Wels. Mit Hertha Wels stieg er 2018 in die Regionalliga auf. Nach 54 Dritt- und Viertligaspielen für die Welser wechselte er zur Saison 2019/20 zur viertklassigen Union St. Florian. Danach ging es weiter zur Union Edelweiß Linz und Anfang des Jahres 2022 zum Ligakonkurrenten ASKÖ Oedt.